# Insnoering van Ranvier
Insnoeringen van Ranvier (ook wel knopen van Ranvier genoemd) zijn regelmatige onderbrekingen in het myeline-omhulsel rond een axon. De insnoeringen zijn 1 micrometer lang en stellen de axonale membraan bloot aan het extracellulair vocht.

## Functie bij actiepotentialen
Het myeline-omhulsel verhoogt de snelheid van een impuls door de elektrische stroom te isoleren en maakt het de impulsen mogelijk van insnoering naar insnoering te springen, in plaats van over de hele zenuwcel heen.
Een actiepotentiaal is de elektrochemische reactie van een gestimuleerd neuron. Een gestimuleerd neuron is een neuron waarvan de membraanpotentiaal is gewijzigd door een naburige cel of bij een experiment. Tijdens een actiepotentiaal vindt er een grote en snelle verandering plaats van de membraanpotentiaal waarbij ionen in of uit de cel stromen. De actiepotentiaal verplaatst zich van de ene plek in de zenuwcel naar de andere, maar ionstromen vinden alleen plaats bij de insnoeringen. Daardoor springt de actiepotentiaal over het axon, van insnoering naar insnoering in plaats van een vloeiender, langzamer verloop zoals voorkomt bij axonen zonder myeline-omhulsel. Dit effect wordt veroorzaakt door de hoge concentraties van Na+- en K+-ionkanalen bij de insnoeringen van Ranvier.
Ongemyeliniseerde axonen hebben geen insnoeringen van Ranvier. Ionkanalen zijn bij deze axonen duidelijk minder geordend en zijn verspreid over de hele membraanoppervlakte.

## Geschiedenis
Het myeline-omhulsel en de insnoeringen daarin zijn in 1878 ontdekt door de Franse patholoog en anatoom Louis-Antoine Ranvier (1835-1922).